# Gradi militari del Vaticano
I gradi delle forze dell'ordine dello Stato della Città del Vaticano e della Guardia svizzera pontificia.
I gradi vennero modificati con gli attuali dopo la riforma della curia romana e degli organismi militari e paramilitari pontifici voluta da Paolo VI nel 1970. 
Il Corpo della Gendarmeria dello Stato della Città del Vaticano è un corpo di polizia, dipendente dalla Direzione dei servizi di sicurezza e protezione civile, preposto a garantire la pubblica sicurezza e l'ordine pubblico, nonché a svolgere le funzioni di polizia di frontiera, di polizia giudiziaria e di polizia della circolazione stradale nel territorio dello Stato della Città del Vaticano e nelle sue pertinenze extraterritoriali, con qualifiche invece di gradi militari.
Invece il Corpo della Guardia Svizzera Pontificia, unico Corpo Militare, si occupa della sicurezza all'interno del Palazzo Apostolico, la sicurezza agli ingressi, della sicurezza e della protezione del papa nel Vaticano e durante i suoi viaggi, oltre che dei servizi d'onore durante le udienze e i ricevimenti.
| Corpo della Guardia Svizzera Pontificia | Corpo della Gendarmeria dello SCV | Corpo dei vigili del fuoco dello SCV |
| Comandante del Corpo della Guardia Svizzera Pontificia - Ispettore Generale del Corpo della Gendarmeria e del Corpo dei Vigili del Fuoco    | Comandante del Corpo della Guardia Svizzera Pontificia - Ispettore Generale del Corpo della Gendarmeria e del Corpo dei Vigili del Fuoco | Comandante del Corpo della Guardia Svizzera Pontificia - Ispettore Generale del Corpo della Gendarmeria e del Corpo dei Vigili del Fuoco |
| --- | --- | --- |
| Colonnello in tedesco "Oberst" | Ispettore Generale in qualità di Direttore della Direzione dei Servizi di Sicurezza e Protezione Civile                                  | Ispettore Generale in qualità di Direttore della Direzione dei Servizi di Sicurezza e Protezione Civile                                  |
| Colonnello in tedesco "Oberst" | stesso Ispettore Generale | Primo Dirigente coordinatore |
| Ufficiali Vice Comandanti del Corpo della Guardia Svizzera Pontificia - Vice Ispettore Generale del Corpo della Gendarmeria                 | | |
| Tenente Colonnello in tedesco "Oberstleutnant"                                                                                              | Dirigente Generale | Non previsto |
| Ufficiali del Corpo della Guardia Svizzera Pontificia - Funzionari Direttivi del Corpo della Gendarmeria e del Corpo dei Vigili del Fuoco   | | |
| Non previsto | Dirigente Superiore | Non previsto |
| Non previsto | Primo Dirigente | Non previsto |
| Maggiore in tedesco "Major" | Commissario | Non previsto |
| Capitano in tedesco "Hauptmann" | Vicecommissario | Capo Squadra Esperto |
| Sottufficiali Sergenti del Corpo della Guardia Svizzera Pontificia - Ispettori del Corpo della Gendarmeria e del Corpo dei Vigili del Fuoco | | |
| Sergente maggiore in tedesco "Feldweibel"                                                                                                   | Ispettore | Capo Squadra di 1ª |
| Sergente in tedesco "Wachmeister" | Viceispettore | Capo Squadra di 2ª |
| Sottufficiali del Corpo della Guardia Svizzera Pontificia - Sovrintendenti del Corpo della Gendarmeria e del Corpo dei Vigili del Fuoco     | | |
| Caporale in tedesco "Korporal" | Brigadiere | Non previsto |
| Vicecaporale in tedesco "Vize Korporal" | vicebrigadiere | Vigile del Fuoco di 1ª |
| Militari del Corpo della Guardia Svizzera Pontificia - Agenti del Corpo della Gendarmeria e del Corpo dei Vigili del Fuoco                  | | |
| Alabardiere in tedesco "Hellebardier" | Gendarme | Vigile del Fuoco di 2ª |
| Recluta in tedesco "Rekrut" | Allievo | Allievo Vigile del Fuoco |

## Materiale video

### Vigili del Fuoco
- Ospedale Pediatrico Bambino Gesù, I Vigili del Fuoco del Vaticano in ospedale, su YouTube, 14 febbraio 2019.
- ROME REPORTS in English, Discover how the Vatican firefighters work, su YouTube, 4 mar 2018.